# Circuit Het Nieuwsblad féminin 2020
Pour la course masculine, voir Circuit Het Nieuwsblad 2020.
La 15e édition du Circuit Het Nieuwsblad féminin a eu lieu le 29 février 2020. La course fait partie du calendrier international féminin UCI 2020 en catégorie 1.1. C'est également la première épreuve internationale disputée en Europe pour les féminines et est considérée comme le début de la saison des classiques. Elle est remportée par la Néerlandaise Annemiek van Vleuten.

## Présentation

### Équipes
| UCI Women's WorldTeams (8)- Alé BTC Ljubljana - Canyon-SRAM Racing - CCC-Liv - FDJ-Nouvelle Aquitaine-Futuroscope - Mitchelton-Scott - Movistar Team - Sunweb Women - Trek-Segafredo Équipes féminines continentales (15)- Biehler Krush - Bigla-Katusha - Boels Dolmans - Casa Dorada - Chevalmeire - Ciclotel - Doltcini-Van Eyck Sport - Drops - Hitec Products - Lotto Soudal Ladies - Multum Accountants-LSK - NXTG Racing - Parkhotel Valkenburg-Destil - Tibco-Silicon Valley Bank - Valcar-Travel & Service Équipe régionale et de club- Centre mondial du cyclisme |
| |

### Parcours
Le parcours est quasi identique à celui de l'édition précédente. Le départ fictif est donné depuis Gand et celui officiel à Merelbeke. L'arrivée se trouve à Ninove.
Dix monts sont au programme de cette édition, dont certains recouverts de pavés :
| Mont | Nom             | Km    | Revêtement | Longueur (m) | Pente moyenne | Pente maxi | Km de l'arrivée |
| ---- | --------------- | ----- | ---------- | ------------ | ------------- | ---------- | --------------- |
| 1    | Leberg          | 45,1  | asphalte   | 950          | 4,2 %         | 13,8 %     | 81,0            |
| 2    | Wolvenberg      | 57,0  | asphalte   | 645          | 7,9 %         | 17,3 %     | 69,1            |
| 3    | Molenberg       | 69,2  | pavé       | 463          | 7 %           | 14,2 %     | 56,9            |
| 4    | Rekelberg       | 83,2  | asphalte   | 800          | 4 %           | 9 %        | 42,9            |
| 5    | Berendries      | 87,2  | asphalte   | 940          | 7 %           | 12,3 %     | 38,9            |
| 6    | Elverenberg     | 89,6  | asphalte   | 1 268        | 3,6 %         | 9 %        | 36,5            |
| 7    | Tenbosse        | 94,2  | asphalte   | 450          | 6,9 %         | 8,7 %      | 31,9            |
| 8    | Eikenmolen      | 98,0  | asphalte   | 610          | 5,9 %         | 12,5 %     | 29,1            |
| 9    | Mur de Grammont | 109,4 | pavés      | 475          | 9,3 %         | 19,8 %     | 16,7            |
| 10   | Bosberg         | 113,3 | pavés      | 980          | 5,8 %         | 11 %       | 12,8            |

En plus des traditionnels monts, il y a cinq secteurs pavés répartis sur 91,6 km :

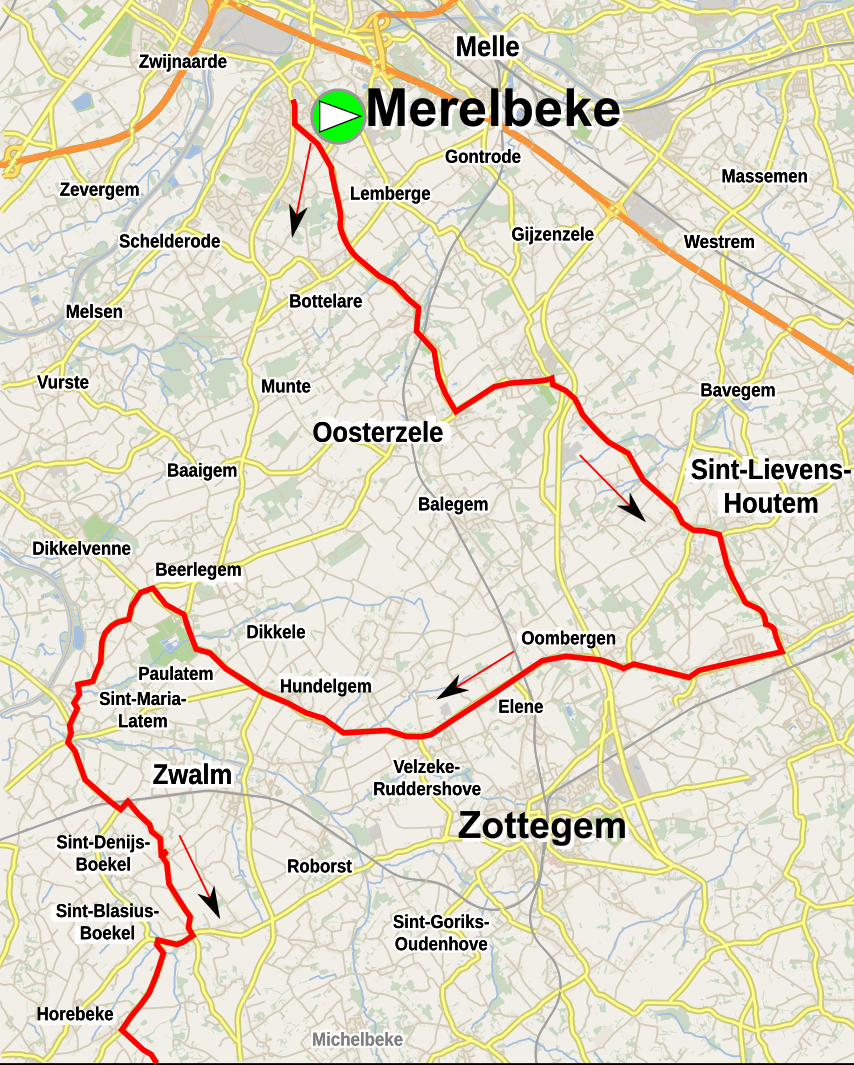
Partie nord de la course :
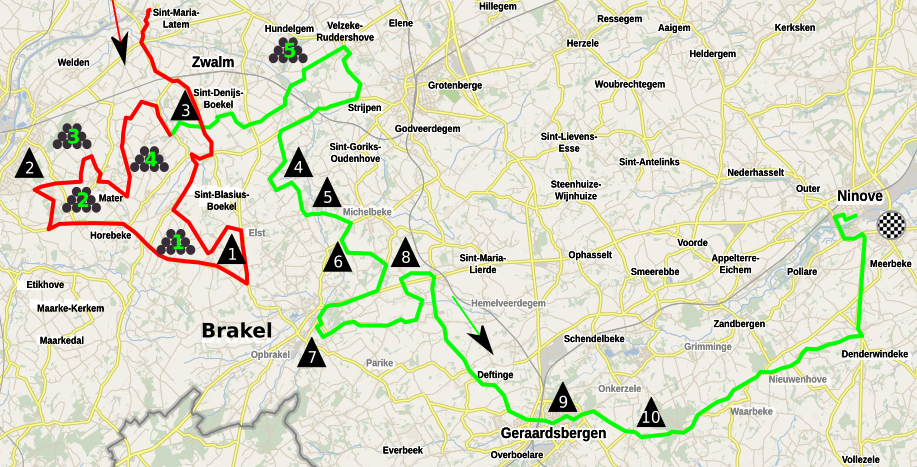
Partie sud de la course :

| Secteur | Nom                | Km   | Longueur (m) | Km de l'arrivée |
| ------- | ------------------ | ---- | ------------ | --------------- |
| 1       | Haaghoek (nl)      | 42,1 | 2 000        | 84,0            |
| 2       | Ruitersstraat (nl) | 57,2 | 800          | 68,9            |
| 3       | Kerkgate           | 60,4 | 1030         | 65,7            |
| 4       | Jagerij            | 63,0 | 800          | 63,1            |
| 5       | Paddestraat        | 74,2 | 2030         | 51,9            |

- Partie nord de la course : Début du parcours
- Partie sud de la course :   - Début du parcours
  - Final

## Récit de la course
La météo est pluvieuse. Les difficultés de la course produisent leur effet et un groupe d'une quinzaine de favorites se trouve en tête à vingt kilomètres de l'arrivée. Dans le mur de Grammont, Annemiek van Vleuten accélère. Floortje Mackaij la suit à quelques mètres. Au sommet cependant la première prend un avantage décisif. Dans le Bosberg, Chantal Blaak, Eugenia Bujak, Ellen van Dijk, Marta Bastianelli, Floortje Mackaij et Elizabeth Banks forment le groupe de poursuite. À douze kilomètres de la ligne, Van Dijk attaque. Banks et Bujak doivent lâcher alors le groupe. Annemiek van Vleuten s'impose seule. Marta Bastianelli prend la deuxième place au sprint.

## Classements

### Classement final
| \| Classement général \| Classement général \| Classement général \| Classement général \| Classement général \| \| Coureuse \| Coureuse \| Pays \| Équipe \| Temps \| \| ------------------ \| --------------------------- \| ------------------ \| ------------------ \| ------------------ \| \| 1re \| Annemiek van Vleuten \| Pays-Bas \| Mitchelton-Scott \| 3 h 34 min 55 s \| \| 2e \| Marta Bastianelli \| Italie \| Alé BTC Ljubljana \| + 42 s \| \| 3e \| Floortje Mackaij \| Pays-Bas \| Sunweb \| + 42 s \| \| 4e \| Chantal van den Broek-Blaak \| Pays-Bas \| Boels Dolmans \| + 42 s \| \| 5e \| Ellen van Dijk \| Pays-Bas \| Trek-Segafredo \| + 44 s \| \| 6e \| Elizabeth Banks \| Royaume-Uni \| Bigla-Katusha \| + 1 min 13 s \| \| 7e \| Eugenia Bujak \| Slovénie \| Alé BTC Ljubljana \| + 1 min 13 s \| \| 8e \| Chloe Hosking \| Australie \| Rally Cycling \| + 1 min 30 s \| \| 9e \| Jip van den Bos \| Pays-Bas \| Boels Dolmans \| + 1 min 30 s \| \| 10e \| Aude Biannic \| France \| Movistar Team \| + 1 min 30 s \| |                             |             |                   |                 |
| |                             |             |                   |                 |
| Source : Cycling Quotient |                             |             |                   |                 |
| Classement général |                             |             |                   |                 |
| Coureuse | Coureuse                    | Pays        | Équipe            | Temps           |
| 1re | Annemiek van Vleuten        | Pays-Bas    | Mitchelton-Scott  | 3 h 34 min 55 s |
| 2e | Marta Bastianelli           | Italie      | Alé BTC Ljubljana | + 42 s          |
| 3e | Floortje Mackaij            | Pays-Bas    | Sunweb            | + 42 s          |
| 4e | Chantal van den Broek-Blaak | Pays-Bas    | Boels Dolmans     | + 42 s          |
| 5e | Ellen van Dijk              | Pays-Bas    | Trek-Segafredo    | + 44 s          |
| 6e | Elizabeth Banks             | Royaume-Uni | Bigla-Katusha     | + 1 min 13 s    |
| 7e | Eugenia Bujak               | Slovénie    | Alé BTC Ljubljana | + 1 min 13 s    |
| 8e | Chloe Hosking               | Australie   | Rally Cycling     | + 1 min 30 s    |
| 9e | Jip van den Bos             | Pays-Bas    | Boels Dolmans     | + 1 min 30 s    |
| 10e | Aude Biannic                | France      | Movistar Team     | + 1 min 30 s    |

### Points UCI
| Position           | 1er | 2e | 3e | 4e | 5e | 6e | 7e | 8e | 9e | 10e | 11e | 12e | 13e à 15e | 16e à 25e |
| Classement général | 125 | 85 | 70 | 60 | 50 | 40 | 35 | 30 | 25 | 20  | 15  | 10  | 5         | 3         |

## Liste des participants
| Légende | Légende                                                                    | Légende | Légende                                                    |
| ------- | -------------------------------------------------------------------------- | ------- | ---------------------------------------------------------- |
| Num     | Dossard de départ porté par le coureur sur ce Circuit Het Nieuwsblad       | Pos     | Position à l'arrivée de la course                          |
|         | Indique un maillot de champion national ou mondial, suivi de sa spécialité | NP      | Indique un coureur qui n'a pas pris le départ de la course |
| AB      | Indique un coureur qui n'a pas terminé la course                           | HD      | Indique un coureur qui a terminé la course hors des délais |

| Boels Dolmans DLT | Boels Dolmans DLT                 | Boels Dolmans DLT |
| ----------------- | --------------------------------- | ----------------- |
| Num               | Coureuse                          | Pos               |
| 1                 | Chantal van den Broek-Blaak (NED) | 4e                |
| 2                 | Eva Buurman (NED)                 | 41e               |
| 3                 | Christine Majerus (LUX)           | 19e               |
| 4                 | Lonneke Uneken (NED)              | 33e               |
| 5                 | Jip van den Bos (NED)             | 9e                |
| 6                 | Skylar Schneider (USA)            | AB                |

| Mitchelton-Scott MTS | Mitchelton-Scott MTS               | Mitchelton-Scott MTS |
| -------------------- | ---------------------------------- | -------------------- |
| Num                  | Coureuse                           | Pos                  |
| 11                   | Annemiek van Vleuten (NED) (route) | 1re                  |
| 12                   | Grace Brown (AUS)                  | 39e                  |
| 13                   | Gracie Elvin (AUS)                 | 21e                  |
| 14                   | Janneke Ensing (NED)               | 44e                  |
| 15                   | Sarah Roy (AUS)                    | 12e                  |
| 16                   | Moniek Tenniglo (NED)              | AB                   |

| Alé BTC Ljubljana ALE | Alé BTC Ljubljana ALE           | Alé BTC Ljubljana ALE |
| --------------------- | ------------------------------- | --------------------- |
| Num                   | Coureuse                        | Pos                   |
| 21                    | Marta Bastianelli (ITA) (route) | 2e                    |
| 22                    | Eugenia Bujak (SLO)             | 7e                    |
| 23                    | Anastasia Chursina (RUS)        | 28e                   |
| 24                    | Maaike Boogaard (NED)           | 94e                   |
| 25                    | Anna Trevisi (ITA)              | AB                    |
| 26                    | Eri Yonamine (JPN) (route)      | 31e                   |

| Canyon-SRAM Racing CSR | Canyon-SRAM Racing CSR     | Canyon-SRAM Racing CSR |
| ---------------------- | -------------------------- | ---------------------- |
| Num                    | Coureuse                   | Pos                    |
| 31                     | Tanja Erath (GER)          | 45e                    |
| 32                     | Alice Barnes (GBR) (route) | 57e                    |
| 33                     | Hannah Barnes (GBR)        | 16e                    |
| 34                     | Elena Cecchini (ITA)       | 11e                    |
| 35                     | Tiffany Cromwell (AUS)     | 25e                    |
| 36                     | Hannah Ludwig (GER)        | AB                     |

| CCC-Liv CCC | CCC-Liv CCC            | CCC-Liv CCC |
| ----------- | ---------------------- | ----------- |
| Num         | Coureuse               | Pos         |
| 41          | Jeanne Korevaar (NED)  | 14e         |
| 42          | Evy Kuijpers (NED)     | 42e         |
| 43          | Riejanne Markus (NED)  | 40e         |
| 44          | Valerie Demey (BEL)    | 43e         |
| 45          | Soraya Paladin (ITA)   | 17e         |
| 46          | Sofia Bertizzolo (ITA) | 27e         |

| FDJ-Nouvelle Aquitaine-Futuroscope FDJ | FDJ-Nouvelle Aquitaine-Futuroscope FDJ | FDJ-Nouvelle Aquitaine-Futuroscope FDJ |
| -------------------------------------- | -------------------------------------- | -------------------------------------- |
| Num                                    | Coureuse                               | Pos                                    |
| 51                                     | Maëlle Grossetête (FRA)                | 58e                                    |
| 52                                     | Eugénie Duval (FRA)                    | 54e                                    |
| 53                                     | Emilia Fahlin (SWE)                    | 62e                                    |
| 54                                     | Lauren Kitchen (AUS)                   | 24e                                    |
| 55                                     | Évita Muzic (FRA)                      | 67e                                    |
| 56                                     | Brodie Chapman (AUS)                   | 61e                                    |

| Movistar Team MOV | Movistar Team MOV         | Movistar Team MOV |
| ----------------- | ------------------------- | ----------------- |
| Num               | Coureuse                  | Pos               |
| 61                | Aude Biannic (FRA)        | 10e               |
| 62                | Jelena Erić (SRB) (route) | 10e               |
| 63                | Alicia González (ESP)     | 55e               |
| 64                | Barbara Guarischi (ITA)   | 60e               |
| 65                | Sheyla Gutiérrez (ESP)    | 70e               |
| 66                | Gloria Rodríguez (ESP)    | AB                |

| Sunweb SUN | Sunweb SUN             | Sunweb SUN |
| ---------- | ---------------------- | ---------- |
| Num        | Coureuse               | Pos        |
| 71         | Susanne Andersen (NOR) | 26e        |
| 72         | Alison Jackson (CAN)   | 23e        |
| 73         | Franziska Koch (GER)   | 18e        |
| 74         | Floortje Mackaij (NED) | 3e         |
| 75         | Coryn Rivera (USA)     | 34e        |
| 76         | Julia Soek (NED)       | 67e        |

| Trek-Segafredo TFS | Trek-Segafredo TFS         | Trek-Segafredo TFS |
| ------------------ | -------------------------- | ------------------ |
| Num                | Coureuse                   | Pos                |
| 81                 | Lucinda Brand (NED)        | 24e                |
| 82                 | Audrey Cordon-Ragot (FRA)  | 51e                |
| 83                 | Lotta Henttala (FIN)       | 7e                 |
| 84                 | Ellen van Dijk (NED)       | 5e                 |
| 85                 | Ruth Edwards (USA) (route) | 15e                |
| 86                 | Trixi Worrack (GER)        | 63e                |

| Chevalmeire CCT | Chevalmeire CCT           | Chevalmeire CCT |
| --------------- | ------------------------- | --------------- |
| Num             | Coureuse                  | Pos             |
| 91              | Roxane Fournier (FRA)     | 12e             |
| 92              | Rossella Ratto (ITA)      | 69e             |
| 93              | Febe Schokkaert (BEL)     | AB              |
| 94              | Rozanne Slik (NED)        | 53e             |
| 95              | Kelly Van den Steen (BEL) | 73e             |
| 96              | Natalie van Gogh (NED)    | 29e             |

| Doltcini-Van Eyck-Proximus DVE | Doltcini-Van Eyck-Proximus DVE | Doltcini-Van Eyck-Proximus DVE |
| ------------------------------ | ------------------------------ | ------------------------------ |
| Num                            | Coureuse                       | Pos                            |
| 101                            | Mieke Docx (BEL)               | AB                             |
| 102                            | Nicole Hanselmann (SUI)        | AB                             |
| 103                            | Christina Schweinberger (AUT)  | AB                             |
| 104                            | Kathrin Schweinberger (AUT)    | 68e                            |
| 105                            | Nicole Steigenga (NED)         | 50e                            |
| 106                            | Marieke de Groot (NED)         | 36e                            |

| Lotto Soudal Ladies LSL | Lotto Soudal Ladies LSL  | Lotto Soudal Ladies LSL |
| ----------------------- | ------------------------ | ----------------------- |
| Num                     | Coureuse                 | Pos                     |
| 111                     | Alana Castrique (BEL)    | AB                      |
| 112                     | Danique Braam (NED)      | 32e                     |
| 113                     | Danielle Christmas (GBR) | 37e                     |
| 114                     | Arianna Fidanza (ITA)    | 66e                     |
| 115                     | Julie Van de Velde (BEL) | AB                      |
| 116                     | Abby-Mae Parkinson (GBR) | 20e                     |

| Multum Accountants MUL | Multum Accountants MUL  | Multum Accountants MUL |
| ---------------------- | ----------------------- | ---------------------- |
| Num                    | Coureuse                | Pos                    |
| 121                    | Lara Defour (BEL)       | AB                     |
| 122                    | Fien Delbaere (BEL)     | AB                     |
| 123                    | Désirée Ehrler (SUI)    | AB                     |
| 124                    | Anna Badegruber (AUT)   | AB                     |
| 125                    | Céline van Houtum (NED) | 81e                    |
| 126                    | Kylie Waterreus (NED)   | 48e                    |

| Ciclotel CTL | Ciclotel CTL              | Ciclotel CTL |
| ------------ | ------------------------- | ------------ |
| Num          | Coureuse                  | Pos          |
| 131          | Valeriya Kononenko (UKR)  | AB           |
| 132          | Olha Kulynych (UKR)       | AB           |
| 133          | Sara Van de Vel (BEL)     | 102e         |
| 134          | Daniela Reis (POR)        | 23e          |
| 135          | Kirstie van Haaften (NED) | 72e          |
| 136          | Bryony van Velzen (NED)   | AB           |

| Biehler Krush Pro Cycling BPC | Biehler Krush Pro Cycling BPC | Biehler Krush Pro Cycling BPC |
| ----------------------------- | ----------------------------- | ----------------------------- |
| Num                           | Coureuse                      | Pos                           |
| 141                           | Inez Beijer (NED)             | 39e                           |
| 142                           | Quinty Ton (NED)              | 47e                           |
| 143                           | Merel Hofman (NED)            | AB                            |
| 144                           | Melanie Klement (NED)         | AB                            |
| 145                           | Maike van der Duin (NED)      | 58e                           |
| 146                           | Nienke Wasmus (NED)           | 101e                          |

| Bigla-Katusha BIG | Bigla-Katusha BIG     | Bigla-Katusha BIG |
| ----------------- | --------------------- | ----------------- |
| Num               | Coureuse              | Pos               |
| 151               | Elizabeth Banks (GBR) | 6e                |
| 152               | Emma Norsgaard (DEN)  | 55e               |
| 153               | Mikayla Harvey (NZL)  | 57e               |
| 154               | Sophie Wright (GBR)   | 77e               |
| 155               | Marlen Reusser (SUI)  | 13e               |
| 156               | Leah Thomas (USA)     | AB                |

| Rally Cycling RLW | Rally Cycling RLW      | Rally Cycling RLW |
| ----------------- | ---------------------- | ----------------- |
| Num               | Coureuse               | Pos               |
| 162               | Heidi Franz (USA)      | AB                |
| 163               | Leigh Ann Ganzar (USA) | AB                |
| 164               | Chloe Hosking (AUS)    | 8e                |
| 165               | Sara Poidevin (CAN)    | 30e               |

| Drops DRP | Drops DRP                     | Drops DRP |
| --------- | ----------------------------- | --------- |
| Num       | Coureuse                      | Pos       |
| 171       | Elizabeth Bennett (GBR)       | AB        |
| 173       | Emilie Moberg (NOR)           | AB        |
| 174       | Finja Smekal (GER)            | AB        |
| 175       | Sara Penton (SWE)             | 35e       |
| 176       | Marjolein van 't Geloof (NED) | 46e       |

| Hitec Products-Birk Sport HPU | Hitec Products-Birk Sport HPU | Hitec Products-Birk Sport HPU |
| ----------------------------- | ----------------------------- | ----------------------------- |
| Num                           | Coureuse                      | Pos                           |
| 181                           | Lucy van der Haar (GBR)       | 98e                           |
| 182                           | Natalie Irene Midtsveen (NOR) | AB                            |
| 183                           | Vita Heine (NOR)              | 51e                           |
| 184                           | Ingrid Lorvik (NOR) (route)   | AB                            |
| 185                           | Greta Richioud (FRA)          | 47e                           |
| 186                           | Amalie Lutro (NOR)            | 93e                           |

| NXTG Racing NXG | NXTG Racing NXG            | NXTG Racing NXG |
| --------------- | -------------------------- | --------------- |
| Num             | Coureuse                   | Pos             |
| 191             | Rozemarijn Ammerlaan (NED) | AB              |
| 192             | Cathalijne Hoolwerf (NED)  | AB              |
| 193             | Eva Jonkers (NED)          | AB              |
| 194             | Britt Knaven (BEL)         | AB              |
| 195             | Charlotte Kool (NED)       | 6e              |
| 196             | Emily Wadsworth (GBR)      | AB              |

| Parkhotel Valkenburg PHV | Parkhotel Valkenburg PHV    | Parkhotel Valkenburg PHV |
| ------------------------ | --------------------------- | ------------------------ |
| Num                      | Coureuse                    | Pos                      |
| 201                      | Romy Kasper (GER)           | 56e                      |
| 202                      | Nina Buysman (NED)          | 71e                      |
| 203                      | Femke Markus (NED)          | 49e                      |
| 204                      | Belle De Gast (NED)         | AB                       |
| 205                      | Esther van Veen (NED)       | 59e                      |
| 206                      | Lorena Wiebes (NED) (route) | 22e                      |

| Tibco-Silicon Valley Bank TIB | Tibco-Silicon Valley Bank TIB | Tibco-Silicon Valley Bank TIB |
| ----------------------------- | ----------------------------- | ----------------------------- |
| Num                           | Coureuse                      | Pos                           |
| 211                           | Jenelle Crooks (AUS)          | 34e                           |
| 212                           | Leah Dixon (GBR)              | 45e                           |
| 213                           | Sarah Gigante (AUS)           | 46e                           |
| 214                           | Nina Kessler (NED)            | 60e                           |
| 215                           | Emily Newsom (USA)            | 52e                           |
| 216                           | Diana Peñuela (COL)           | 91e                           |

| Valcar-Travel & Service VAL | Valcar-Travel & Service VAL | Valcar-Travel & Service VAL |
| --------------------------- | --------------------------- | --------------------------- |
| Num                         | Coureuse                    | Pos                         |
| 221                         | Teniel Campbell (TTO)       | 5e                          |
| 222                         | Chiara Consonni (ITA)       | 69e                         |
| 223                         | Silvia Persico (ITA)        | 66e                         |
| 224                         | Elena Pirrone (ITA)         | 65e                         |
| 225                         | Silvia Pollicini (ITA)      | 70e                         |
| 226                         | Ilaria Sanguineti (ITA)     | 64e                         |

| Centre mondial du cyclisme WCC | Centre mondial du cyclisme WCC | Centre mondial du cyclisme WCC |
| ------------------------------ | ------------------------------ | ------------------------------ |
| Num                            | Coureuse                       | Pos                            |
| 231                            | Eyeru Tesfoam Gebru (ETH)      | AB                             |
| 232                            | Akvilė Gedraitytė (LTU)        | AB                             |
| 233                            | Veronika Jandová (CZE)         | 88e                            |
| 234                            | Anastasiya Kolesava (BLR)      | 42e                            |
| 235                            | Magdeleine Vallieres (CAN)     | 38e                            |
| 236                            | Catalina Soto (CHI)            | 38e                            |

| Boels Dolmans DLT | Boels Dolmans DLT                 | Boels Dolmans DLT |
| ----------------- | --------------------------------- | ----------------- |
| Num               | Coureuse                          | Pos               |
| 1                 | Chantal van den Broek-Blaak (NED) | 4e                |
| 2                 | Eva Buurman (NED)                 | 41e               |
| 3                 | Christine Majerus (LUX)           | 19e               |
| 4                 | Lonneke Uneken (NED)              | 33e               |
| 5                 | Jip van den Bos (NED)             | 9e                |
| 6                 | Skylar Schneider (USA)            | AB                |

| Mitchelton-Scott MTS | Mitchelton-Scott MTS               | Mitchelton-Scott MTS |
| -------------------- | ---------------------------------- | -------------------- |
| Num                  | Coureuse                           | Pos                  |
| 11                   | Annemiek van Vleuten (NED) (route) | 1re                  |
| 12                   | Grace Brown (AUS)                  | 39e                  |
| 13                   | Gracie Elvin (AUS)                 | 21e                  |
| 14                   | Janneke Ensing (NED)               | 44e                  |
| 15                   | Sarah Roy (AUS)                    | 12e                  |
| 16                   | Moniek Tenniglo (NED)              | AB                   |

| Alé BTC Ljubljana ALE | Alé BTC Ljubljana ALE           | Alé BTC Ljubljana ALE |
| --------------------- | ------------------------------- | --------------------- |
| Num                   | Coureuse                        | Pos                   |
| 21                    | Marta Bastianelli (ITA) (route) | 2e                    |
| 22                    | Eugenia Bujak (SLO)             | 7e                    |
| 23                    | Anastasia Chursina (RUS)        | 28e                   |
| 24                    | Maaike Boogaard (NED)           | 94e                   |
| 25                    | Anna Trevisi (ITA)              | AB                    |
| 26                    | Eri Yonamine (JPN) (route)      | 31e                   |

| Canyon-SRAM Racing CSR | Canyon-SRAM Racing CSR     | Canyon-SRAM Racing CSR |
| ---------------------- | -------------------------- | ---------------------- |
| Num                    | Coureuse                   | Pos                    |
| 31                     | Tanja Erath (GER)          | 45e                    |
| 32                     | Alice Barnes (GBR) (route) | 57e                    |
| 33                     | Hannah Barnes (GBR)        | 16e                    |
| 34                     | Elena Cecchini (ITA)       | 11e                    |
| 35                     | Tiffany Cromwell (AUS)     | 25e                    |
| 36                     | Hannah Ludwig (GER)        | AB                     |

| CCC-Liv CCC | CCC-Liv CCC            | CCC-Liv CCC |
| ----------- | ---------------------- | ----------- |
| Num         | Coureuse               | Pos         |
| 41          | Jeanne Korevaar (NED)  | 14e         |
| 42          | Evy Kuijpers (NED)     | 42e         |
| 43          | Riejanne Markus (NED)  | 40e         |
| 44          | Valerie Demey (BEL)    | 43e         |
| 45          | Soraya Paladin (ITA)   | 17e         |
| 46          | Sofia Bertizzolo (ITA) | 27e         |

| FDJ-Nouvelle Aquitaine-Futuroscope FDJ | FDJ-Nouvelle Aquitaine-Futuroscope FDJ | FDJ-Nouvelle Aquitaine-Futuroscope FDJ |
| -------------------------------------- | -------------------------------------- | -------------------------------------- |
| Num                                    | Coureuse                               | Pos                                    |
| 51                                     | Maëlle Grossetête (FRA)                | 58e                                    |
| 52                                     | Eugénie Duval (FRA)                    | 54e                                    |
| 53                                     | Emilia Fahlin (SWE)                    | 62e                                    |
| 54                                     | Lauren Kitchen (AUS)                   | 24e                                    |
| 55                                     | Évita Muzic (FRA)                      | 67e                                    |
| 56                                     | Brodie Chapman (AUS)                   | 61e                                    |

| Movistar Team MOV | Movistar Team MOV         | Movistar Team MOV |
| ----------------- | ------------------------- | ----------------- |
| Num               | Coureuse                  | Pos               |
| 61                | Aude Biannic (FRA)        | 10e               |
| 62                | Jelena Erić (SRB) (route) | 10e               |
| 63                | Alicia González (ESP)     | 55e               |
| 64                | Barbara Guarischi (ITA)   | 60e               |
| 65                | Sheyla Gutiérrez (ESP)    | 70e               |
| 66                | Gloria Rodríguez (ESP)    | AB                |

| Sunweb SUN | Sunweb SUN             | Sunweb SUN |
| ---------- | ---------------------- | ---------- |
| Num        | Coureuse               | Pos        |
| 71         | Susanne Andersen (NOR) | 26e        |
| 72         | Alison Jackson (CAN)   | 23e        |
| 73         | Franziska Koch (GER)   | 18e        |
| 74         | Floortje Mackaij (NED) | 3e         |
| 75         | Coryn Rivera (USA)     | 34e        |
| 76         | Julia Soek (NED)       | 67e        |

| Trek-Segafredo TFS | Trek-Segafredo TFS         | Trek-Segafredo TFS |
| ------------------ | -------------------------- | ------------------ |
| Num                | Coureuse                   | Pos                |
| 81                 | Lucinda Brand (NED)        | 24e                |
| 82                 | Audrey Cordon-Ragot (FRA)  | 51e                |
| 83                 | Lotta Henttala (FIN)       | 7e                 |
| 84                 | Ellen van Dijk (NED)       | 5e                 |
| 85                 | Ruth Edwards (USA) (route) | 15e                |
| 86                 | Trixi Worrack (GER)        | 63e                |

| Chevalmeire CCT | Chevalmeire CCT           | Chevalmeire CCT |
| --------------- | ------------------------- | --------------- |
| Num             | Coureuse                  | Pos             |
| 91              | Roxane Fournier (FRA)     | 12e             |
| 92              | Rossella Ratto (ITA)      | 69e             |
| 93              | Febe Schokkaert (BEL)     | AB              |
| 94              | Rozanne Slik (NED)        | 53e             |
| 95              | Kelly Van den Steen (BEL) | 73e             |
| 96              | Natalie van Gogh (NED)    | 29e             |

| Doltcini-Van Eyck-Proximus DVE | Doltcini-Van Eyck-Proximus DVE | Doltcini-Van Eyck-Proximus DVE |
| ------------------------------ | ------------------------------ | ------------------------------ |
| Num                            | Coureuse                       | Pos                            |
| 101                            | Mieke Docx (BEL)               | AB                             |
| 102                            | Nicole Hanselmann (SUI)        | AB                             |
| 103                            | Christina Schweinberger (AUT)  | AB                             |
| 104                            | Kathrin Schweinberger (AUT)    | 68e                            |
| 105                            | Nicole Steigenga (NED)         | 50e                            |
| 106                            | Marieke de Groot (NED)         | 36e                            |

| Lotto Soudal Ladies LSL | Lotto Soudal Ladies LSL  | Lotto Soudal Ladies LSL |
| ----------------------- | ------------------------ | ----------------------- |
| Num                     | Coureuse                 | Pos                     |
| 111                     | Alana Castrique (BEL)    | AB                      |
| 112                     | Danique Braam (NED)      | 32e                     |
| 113                     | Danielle Christmas (GBR) | 37e                     |
| 114                     | Arianna Fidanza (ITA)    | 66e                     |
| 115                     | Julie Van de Velde (BEL) | AB                      |
| 116                     | Abby-Mae Parkinson (GBR) | 20e                     |

| Multum Accountants MUL | Multum Accountants MUL  | Multum Accountants MUL |
| ---------------------- | ----------------------- | ---------------------- |
| Num                    | Coureuse                | Pos                    |
| 121                    | Lara Defour (BEL)       | AB                     |
| 122                    | Fien Delbaere (BEL)     | AB                     |
| 123                    | Désirée Ehrler (SUI)    | AB                     |
| 124                    | Anna Badegruber (AUT)   | AB                     |
| 125                    | Céline van Houtum (NED) | 81e                    |
| 126                    | Kylie Waterreus (NED)   | 48e                    |

| Ciclotel CTL | Ciclotel CTL              | Ciclotel CTL |
| ------------ | ------------------------- | ------------ |
| Num          | Coureuse                  | Pos          |
| 131          | Valeriya Kononenko (UKR)  | AB           |
| 132          | Olha Kulynych (UKR)       | AB           |
| 133          | Sara Van de Vel (BEL)     | 102e         |
| 134          | Daniela Reis (POR)        | 23e          |
| 135          | Kirstie van Haaften (NED) | 72e          |
| 136          | Bryony van Velzen (NED)   | AB           |

| Biehler Krush Pro Cycling BPC | Biehler Krush Pro Cycling BPC | Biehler Krush Pro Cycling BPC |
| ----------------------------- | ----------------------------- | ----------------------------- |
| Num                           | Coureuse                      | Pos                           |
| 141                           | Inez Beijer (NED)             | 39e                           |
| 142                           | Quinty Ton (NED)              | 47e                           |
| 143                           | Merel Hofman (NED)            | AB                            |
| 144                           | Melanie Klement (NED)         | AB                            |
| 145                           | Maike van der Duin (NED)      | 58e                           |
| 146                           | Nienke Wasmus (NED)           | 101e                          |

| Bigla-Katusha BIG | Bigla-Katusha BIG     | Bigla-Katusha BIG |
| ----------------- | --------------------- | ----------------- |
| Num               | Coureuse              | Pos               |
| 151               | Elizabeth Banks (GBR) | 6e                |
| 152               | Emma Norsgaard (DEN)  | 55e               |
| 153               | Mikayla Harvey (NZL)  | 57e               |
| 154               | Sophie Wright (GBR)   | 77e               |
| 155               | Marlen Reusser (SUI)  | 13e               |
| 156               | Leah Thomas (USA)     | AB                |

| Rally Cycling RLW | Rally Cycling RLW      | Rally Cycling RLW |
| ----------------- | ---------------------- | ----------------- |
| Num               | Coureuse               | Pos               |
| 162               | Heidi Franz (USA)      | AB                |
| 163               | Leigh Ann Ganzar (USA) | AB                |
| 164               | Chloe Hosking (AUS)    | 8e                |
| 165               | Sara Poidevin (CAN)    | 30e               |

| Drops DRP | Drops DRP                     | Drops DRP |
| --------- | ----------------------------- | --------- |
| Num       | Coureuse                      | Pos       |
| 171       | Elizabeth Bennett (GBR)       | AB        |
| 173       | Emilie Moberg (NOR)           | AB        |
| 174       | Finja Smekal (GER)            | AB        |
| 175       | Sara Penton (SWE)             | 35e       |
| 176       | Marjolein van 't Geloof (NED) | 46e       |

| Hitec Products-Birk Sport HPU | Hitec Products-Birk Sport HPU | Hitec Products-Birk Sport HPU |
| ----------------------------- | ----------------------------- | ----------------------------- |
| Num                           | Coureuse                      | Pos                           |
| 181                           | Lucy van der Haar (GBR)       | 98e                           |
| 182                           | Natalie Irene Midtsveen (NOR) | AB                            |
| 183                           | Vita Heine (NOR)              | 51e                           |
| 184                           | Ingrid Lorvik (NOR) (route)   | AB                            |
| 185                           | Greta Richioud (FRA)          | 47e                           |
| 186                           | Amalie Lutro (NOR)            | 93e                           |

| NXTG Racing NXG | NXTG Racing NXG            | NXTG Racing NXG |
| --------------- | -------------------------- | --------------- |
| Num             | Coureuse                   | Pos             |
| 191             | Rozemarijn Ammerlaan (NED) | AB              |
| 192             | Cathalijne Hoolwerf (NED)  | AB              |
| 193             | Eva Jonkers (NED)          | AB              |
| 194             | Britt Knaven (BEL)         | AB              |
| 195             | Charlotte Kool (NED)       | 6e              |
| 196             | Emily Wadsworth (GBR)      | AB              |

| Parkhotel Valkenburg PHV | Parkhotel Valkenburg PHV    | Parkhotel Valkenburg PHV |
| ------------------------ | --------------------------- | ------------------------ |
| Num                      | Coureuse                    | Pos                      |
| 201                      | Romy Kasper (GER)           | 56e                      |
| 202                      | Nina Buysman (NED)          | 71e                      |
| 203                      | Femke Markus (NED)          | 49e                      |
| 204                      | Belle De Gast (NED)         | AB                       |
| 205                      | Esther van Veen (NED)       | 59e                      |
| 206                      | Lorena Wiebes (NED) (route) | 22e                      |

| Tibco-Silicon Valley Bank TIB | Tibco-Silicon Valley Bank TIB | Tibco-Silicon Valley Bank TIB |
| ----------------------------- | ----------------------------- | ----------------------------- |
| Num                           | Coureuse                      | Pos                           |
| 211                           | Jenelle Crooks (AUS)          | 34e                           |
| 212                           | Leah Dixon (GBR)              | 45e                           |
| 213                           | Sarah Gigante (AUS)           | 46e                           |
| 214                           | Nina Kessler (NED)            | 60e                           |
| 215                           | Emily Newsom (USA)            | 52e                           |
| 216                           | Diana Peñuela (COL)           | 91e                           |

| Valcar-Travel & Service VAL | Valcar-Travel & Service VAL | Valcar-Travel & Service VAL |
| --------------------------- | --------------------------- | --------------------------- |
| Num                         | Coureuse                    | Pos                         |
| 221                         | Teniel Campbell (TTO)       | 5e                          |
| 222                         | Chiara Consonni (ITA)       | 69e                         |
| 223                         | Silvia Persico (ITA)        | 66e                         |
| 224                         | Elena Pirrone (ITA)         | 65e                         |
| 225                         | Silvia Pollicini (ITA)      | 70e                         |
| 226                         | Ilaria Sanguineti (ITA)     | 64e                         |

| Centre mondial du cyclisme WCC | Centre mondial du cyclisme WCC | Centre mondial du cyclisme WCC |
| ------------------------------ | ------------------------------ | ------------------------------ |
| Num                            | Coureuse                       | Pos                            |
| 231                            | Eyeru Tesfoam Gebru (ETH)      | AB                             |
| 232                            | Akvilė Gedraitytė (LTU)        | AB                             |
| 233                            | Veronika Jandová (CZE)         | 88e                            |
| 234                            | Anastasiya Kolesava (BLR)      | 42e                            |
| 235                            | Magdeleine Vallieres (CAN)     | 38e                            |
| 236                            | Catalina Soto (CHI)            | 38e                            |

## Organisation
Flanders Classics organise la course. Elle est dirigée par Geert Stevens, Joerie Devreese, Wim Van Herreweghe, Nicolas Denys,  Maja Leye et Lore Camerlinck. Jo Gosseye est le directeur de course.

## Prix
Les prix suivants sont distribués :
| Position | 1er   | 2e    | 3e    | 4e    | 5e    | 6e    | 7e    | 8e    | 9e    | 10e   |
| Prix     | 845 € | 650 € | 460 € | 280 € | 240 € | 215 € | 200 € | 175 € | 150 € | 115 € |

Les coureuses placées de la 11e à la 15e place  repartent avec 100 €, celles de la 16e à la 20e place  repartent avec 80 €.